# 동태확률 일반균형
동태확률 일반균형(영어: Dynamic stochastic general equilibrium, DSGE) 모형은 현대 거시경제학에서 중요하게 여겨지고 있는 일반균형이론의 응용이다. DSGE 방법론은 경제성장, 경기 순환, 통화정책 · 재정정책의 효과 등 모든 경제 현상을 미시경제학적 원칙에서 파생된 거시경제 모델에 기반하여 설명하려고 시도한다. 거시경제학자들이 미시적 토대에 기반한 모델을 만드려고 하는 주된 이유 중 하나는 전통적인 거시계량경제학 예측 모델과 다르게 미시적 모델이 원칙적으로 루카스 비판에서 비판되었기 때문이다. 게다가 미시적 토대가 모델에서 의사결정권자의 선호에 기초하기 때문에 DSGE 모델은 정책변화의 후생효과를 평가하는 기준의 역할을 한다.

## 같이 보기
- 루카스 비판
- 거시경제 모델